# Komarówka Podlaska (plaats)
Komarówka Podlaska is een dorp in het Poolse woiwodschap Lublin, in het district Radzyński. De plaats maakt deel uit van de gemeente Komarówka Podlaska.